# Manchester United Football Club 2002-2003
Questa voce raccoglie le informazioni riguardanti il Manchester United Football Club nelle competizioni ufficiali della stagione 2002-2003.

## Maglie e divise
| Casa | Trasferta | Terza divisa |  |

## Rosa
| N. |                             | Ruolo | Calciatore           |
| -- | --------------------------- | ----- | -------------------- |
| 1  | Francia (bandiera)          | P     | Fabien Barthez       |
| 2  | Inghilterra (bandiera)      | D     | Gary Neville         |
| 3  | Inghilterra (bandiera)      | D     | Phil Neville         |
| 4  | Argentina (bandiera)        | C     | Juan Sebastián Verón |
| 5  | Francia (bandiera)          | D     | Laurent Blanc        |
| 6  | Inghilterra (bandiera)      | D     | Rio Ferdinand        |
| 7  | Inghilterra (bandiera)      | C     | David Beckham        |
| 8  | Inghilterra (bandiera)      | C     | Nicky Butt           |
| 10 | Paesi Bassi (bandiera)      | A     | Ruud van Nistelrooy  |
| 11 | Galles (bandiera)           | A     | Ryan Giggs           |
| 13 | Irlanda del Nord (bandiera) | P     | Roy Carroll          |
| 14 | Inghilterra (bandiera)      | D     | David May            |
| 15 | Inghilterra (bandiera)      | C     | Luke Chadwick        |
| 16 | Irlanda (bandiera)          | C     | Roy Keane (capitano) |
| 17 | Scozia (bandiera)           | C     | Michael Stewart      |
| 18 | Inghilterra (bandiera)      | C     | Paul Scholes         |

| N. |                        | Ruolo | Calciatore          |
| -- | ---------------------- | ----- | ------------------- |
| 19 | Spagna (bandiera)      | P     | Ricardo             |
| 20 | Norvegia (bandiera)    | A     | Ole Gunnar Solskjær |
| 21 | Uruguay (bandiera)     | A     | Diego Forlán        |
| 22 | Irlanda (bandiera)     | D     | John O'Shea         |
| 24 | Inghilterra (bandiera) | D     | Wes Brown           |
| 25 | Sudafrica (bandiera)   | C     | Quinton Fortune     |
| 26 | Inghilterra (bandiera) | C     | Danny Pugh          |
| 27 | Francia (bandiera)     | D     | Mikaël Silvestre    |
| 31 | Scozia (bandiera)      | C     | Darren Fletcher     |
| 34 | Inghilterra (bandiera) | D     | Lee Roche           |
| 37 | Inghilterra (bandiera) | A     | Danny Webber        |
| 38 | Inghilterra (bandiera) | D     | Mark Lynch          |
| 40 | Galles (bandiera)      | A     | Daniel Nardiello    |
| 42 | Inghilterra (bandiera) | C     | Kieran Richardson   |
| 43 | Danimarca (bandiera)   | A     | Mads Timm           |

## Calciomercato

### Sessione estiva
| Acquisti         | Acquisti       | Acquisti        | Acquisti                    |
| R.               | Nome           | da              | Modalità                    |
| ---------------- | -------------- | --------------- | --------------------------- |
| D                | Rio Ferdinand  | Leeds Utd       | definitivo (46 milioni €)   |
| P                | Ricardo        | Real Valladolid | definitivo (2,23 milioni €) |
| P                | Hussein Yasser | Al-Rayyan       | definitivo (250 mila €)     |
| Altre operazioni |                |                 |                             |
| R.               | Nome           | da              | Modalità                    |

| Cessioni         | Cessioni             | Cessioni           | Cessioni                   |
| R.               | Nome                 | a                  | Modalità                   |
| ---------------- | -------------------- | ------------------ | -------------------------- |
| A                | Dwight Yorke         | Blackburn Rovers   | definitivo (3,5 milioni €) |
| P                | Raimond van der Gouw | West Ham Utd       | gratuito                   |
| D                | Denis Irwin          | Wolverhampton      | gratuito                   |
| D                | Ronny Johnsen        | Aston Villa        | gratuito                   |
| D                | Ronnie Wallwork      | West Bromwich      | gratuito                   |
| P                | Hussein Yasser       | Anversa            | prestito                   |
| Altre operazioni |                      |                    |                            |
| R.               | Nome                 | da                 | Modalità                   |
| A                | Danny Webber         | Watford            | prestito                   |
| D                | Kirk Hilton          | Livingston         | prestito                   |
| C                | Andrew Taylor        | Northwich Victoria | n.d                        |

### Sessione invernale
| Acquisti         | Acquisti         | Acquisti         | Acquisti         |
| R.               | Nome             | da               | Modalità         |
| Altre operazioni | Altre operazioni | Altre operazioni | Altre operazioni |
| R.               | Nome             | da               | Modalità         |
| ---------------- | ---------------- | ---------------- | ---------------- |

| Cessioni         | Cessioni         | Cessioni         | Cessioni         |
| R.               | Nome             | a                | Modalità         |
| Altre operazioni | Altre operazioni | Altre operazioni | Altre operazioni |
| R.               | Nome             | da               | Modalità         |
| ---------------- | ---------------- | ---------------- | ---------------- |
| C                | Luke Chadwick    | Reading          | prestito         |

## Risultati

### Premier League

#### Girone di andata
| Arbitro: | Bennett |

|              |           |  |
| Solskjær 78’ | Marcatori |  |

| Arbitro: | Poll |

|                      |           |                       |
| Gallas 3’ Zenden 45’ | Marcatori | 26’ Beckham 65’ Giggs |

| Arbitro: | Riley |

|                           |           |  |
| van Nistelrooy 28’ (rig.) | Marcatori |  |

| Arbitro: | Rennie |

|         |           |          |
| Flo 70’ | Marcatori | 7’ Giggs |

| Arbitro: | Barber |

|  |           |           |
|  | Marcatori | 78’ Nolan |

| Arbitro: | Winter |

|            |           |  |
| Kewell 66’ | Marcatori |  |

| Arbitro: | Styles |

|                           |           |  |
| van Nistelrooy 63’ (rig.) | Marcatori |  |

| Arbitro: | Gallagher |

|            |           |                                          |
| Jensen 43’ | Marcatori | 53’ Scholes 82’ Giggs 90’ van Nistelrooy |

| Arbitro: | Riley |

|                                            |           |  |
| Scholes 86’, 90’ van Nistelrooy 89’ (rig.) | Marcatori |  |

| Arbitro: | Dean |

|            |           |              |
| Marlet 35’ | Marcatori | 61’ Solskjær |

| Arbitro: | Poll |

|            |           |              |
| Forlán 77’ | Marcatori | 35’ Mellberg |

| Arbitro: | Rennie |

|                           |           |               |
| P. Neville 15’ Forlán 85’ | Marcatori | 18’ Fernandes |

| Arbitro: | Durkin |

|                           |           |             |
| Anelka 5’ Goater 26’, 50’ | Marcatori | 8’ Solskjær |

| Arbitro: | Halsey |

|           |           |                    |
| Defoe 86’ | Marcatori | 38’ van Nistelrooy |

| Arbitro: | Dunn |

|                                                       |           |                                     |
| Scholes 25’ van Nistelrooy 38’, 45’, 53’ Solskjær 55’ | Marcatori | 35’ Bernard 51’ Shearer 74’ Bellamy |

| Arbitro: | Wiley |

|            |           |                 |
| Hyypiä 82’ | Marcatori | 64’, 67’ Forlán |

| Arbitro: | Gallagher |

|                       |           |  |
| Verón 22’ Scholes 73’ | Marcatori |  |

| Arbitro: | Styles |

|                                            |           |  |
| Solskjær 15’ Verón 17’ Schemmel 61’ (aut.) | Marcatori |  |

| Arbitro: | Elleray |

|               |           |  |
| Flitcroft 40’ | Marcatori |  |

#### Girone di ritorno
| Arbitro: | Barber |

|                               |           |           |
| Bokšić 45’ Németh 48’ Job 80’ | Marcatori | 60’ Giggs |

| Arbitro: | Dean |

|                        |           |  |
| Forlán 37’ Beckham 73’ | Marcatori |  |

| Arbitro: | Dowd |

|                         |           |                 |
| Beckham 81’ Scholes 90’ | Marcatori | 4’ (aut.) Verón |

| Arbitro: | Barry |

|           |           |                                            |
| Koumas 6’ | Marcatori | 7’ van Nistelrooy 22’ Scholes 55’ Solskjær |

| Arbitro: | Durkin |

|                        |           |                |
| Scholes 39’ Forlán 90’ | Marcatori | 30’ Guðjohnsen |

| Arbitro: | Dunn |

|  |           |                    |
|  | Marcatori | 56’ van Nistelrooy |

| Arbitro: | Dowd |

|  |           |                              |
|  | Marcatori | 14’ van Nistelrooy 22’ Giggs |

| Arbitro: | Wiley |

|                    |           |            |
| van Nistelrooy 18’ | Marcatori | 86’ Goater |

| Arbitro: | D'Urso |

|             |           |              |
| N'Gotty 61’ | Marcatori | 90’ Solskjær |

| Arbitro: | Poll |

|                                 |           |            |
| Radebe 20’ (aut.) Silvestre 79’ | Marcatori | 64’ Viduka |

| Arbitro: | Dean |

|  |           |             |
|  | Marcatori | 12’ Beckham |

| Arbitro: | Bennett |

|                                     |           |  |
| van Nistelrooy 44’ (rig.), 68’, 90’ | Marcatori |  |

| Arbitro: | Riley |

|                                                             |           |  |
| van Nistelrooy 5’ (rig.), 65’ (rig.) Giggs 78’ Solskjær 90’ | Marcatori |  |

| Arbitro: | Dunn |

|                      |           |                                                                        |
| Jenas 20’ Ameobi 89’ | Marcatori | 32’ Solskjær 34’, 37’, 52’ Scholes 44’ Giggs 58’ (rig.) van Nistelrooy |

| Arbitro: | D'Urso |

|                                     |           |          |
| van Nistelrooy 20’ Scholes 41’, 60’ | Marcatori | 24’ Berg |

| Arbitro: | Halsey |

|                |           |                              |
| Henry 51’, 62’ | Marcatori | 24’ van Nistelrooy 63’ Giggs |

| Arbitro: | Winter |

|  |           |                                |
|  | Marcatori | 69’ Scholes 90’ van Nistelrooy |

| Arbitro: | Halsey |

|                                          |           |            |
| Beckham 11’ van Nistelrooy 31’, 37’, 53’ | Marcatori | 13’ Jensen |

| Arbitro: | Riley |

|             |           |                                |
| Campbell 8’ | Marcatori | 43’ Beckham 78’ van Nistelrooy |

### FA Cup

#### Terzo turno
| Arbitro: | Riley |

|                                                              |           |           |
| van Nistelrooy 5’ (rig.), 81’ (rig.) Beckham 17’ Scholes 90’ | Marcatori | 39’ Stone |

#### Quarto turno
| Arbitro: | Bennett |

|                                                                |           |  |
| Giggs 8’, 29’ van Nistelrooy 49’, 58’ Neville 50’ Solskjær 69’ | Marcatori |  |

#### Quinto turno
| Arbitro: | Winter |

|  |           |                     |
|  | Marcatori | 34’ Edu 52’ Wiltord |

### Football League Cup

#### Terzo turno
| Arbitro: | Foy |

|                                   |           |  |
| Beckham 80’ (rig.) Richardson 90’ | Marcatori |  |

#### Ottavi di finale
| Arbitro: | Barry |

|  |           |                         |
|  | Marcatori | 35’ Forlán 65’ Solskjær |

#### Quarti di finale
| Arbitro: | Bennett |

|            |           |  |
| Forlán 80’ | Marcatori |  |

#### Semifinale
| Arbitro: | Rennie |

|             |           |              |
| Scholes 58’ | Marcatori | 61’ Thompson |

| Arbitro: | Winter |

|          |           |                                     |
| Cole 12’ | Marcatori | 30’, 42’ Scholes 77’ van Nistelrooy |

#### Finale
| Arbitro: | Durkin |

|                      |           |  |
| Gerrard 39’ Owen 86’ | Marcatori |  |

### UEFA Champions League

#### Terzo turno preliminare
| Budapest 14 agosto 2002, ore 20:45 CEST Terzo turno preliminare - Andata | Zalaegerszeg | 1 – 0 referto | Manchester Utd | Ferenc-Puskás-Stadion (29 000 spett.)\| Arbitro: \| Stark \| |
| Arbitro:                                                                 | Stark        |               |                |                                                              |

| Arbitro: | Batista |

|                                                             |           |  |
| van Nistelrooy 5’, 75’ Beckham 14’ Scholes 20’ Solskjær 83’ | Marcatori |  |

#### Prima Fase a gironi
| Arbitro: | Allaerts |

|                                                                       |           |                    |
| Giggs 10’ Solskjær 35’ Verón 46’ van Nistelrooy 54’ Forlán 89’ (rig.) | Marcatori | 8’ Katan 85’ Cohen |

| Arbitro: | Wegereef |

|              |           |                         |
| Berbatov 52’ | Marcatori | 31’, 44’ van Nistelrooy |

| Arbitro: | Veissière |

|                                       |           |  |
| Giggs 19’, 67’ Verón 26’ Solskjær 76’ | Marcatori |  |

| Arbitro: | Collina |

|                          |           |                                 |
| Choutos 70’ Đorđević 74’ | Marcatori | 21’ Blanc 59’ Verón 84’ Scholes |

| Arbitro: | López Nieto |

|                                          |           |  |
| Katan 40’ Žutautas 56’ Yakubu 78’ (rig.) | Marcatori |  |

| Arbitro: | Hriňák |

|                              |           |  |
| Verón 42’ van Nistelrooy 69’ | Marcatori |  |

#### Seconda Fase a gironi
| Arbitro: | Ivanov |

|            |           |                                      |
| Giménez 1’ | Marcatori | 62’, 63’ van Nistelrooy 69’ Solskjær |

| Arbitro: | Hauge |

|                        |           |  |
| van Nistelrooy 7’, 55’ | Marcatori |  |

| Arbitro: | Milton Nielsen |

|                             |           |            |
| Brown 4’ van Nistelrooy 85’ | Marcatori | 90’ Nedved |

| Arbitro: | Merk |

|  |           |                                   |
|  | Marcatori | 15’, 41’ Giggs 63’ van Nistelrooy |

| Arbitro: | Bo Larsen |

|                |           |             |
| G. Neville 53’ | Marcatori | 14’ Giménez |

| Arbitro: | Hriňák |

|                             |           |  |
| Víctor 32’ Lynch 47’ (aut.) | Marcatori |  |

#### Fase ad eliminazione diretta

##### Quarti di finale
| Arbitro: | Frisk |

|                        |           |                    |
| Figo 12’ Raúl 28’, 49’ | Marcatori | 52’ van Nistelrooy |

| Arbitro: | Collina |

|                                                         |           |                       |
| van Nistelrooy 43’ Helguera 53’ (aut.) Beckham 71’, 84’ | Marcatori | 12’, 51’, 59’ Ronaldo |

## Statistiche

### Statistiche di squadra
| Competizione     | Punti | In casa | In casa | In casa | In casa | In casa | In casa | In trasferta | In trasferta | In trasferta | In trasferta | In trasferta | In trasferta | In campo neutro | In campo neutro | In campo neutro | In campo neutro | In campo neutro | In campo neutro | Totale | Totale | Totale | Totale | Totale | Totale | DR  |
| Competizione     | Punti | G       | V       | N       | P       | Gf      | Gs      | G            | V            | N            | P            | Gf           | Gs           | G               | V               | N               | P               | Gf              | Gs              | G      | V      | N      | P      | Gf     | Gs     | DR  |
| ---------------- | ----- | ------- | ------- | ------- | ------- | ------- | ------- | ------------ | ------------ | ------------ | ------------ | ------------ | ------------ | --------------- | --------------- | --------------- | --------------- | --------------- | --------------- | ------ | ------ | ------ | ------ | ------ | ------ | --- |
| Premier League   | 83    | 19      | 16      | 2       | 1       | 42      | 12      | 19           | 9            | 6            | 4            | 32           | 22           | -               | -               | -               | -               | -               | -               | 38     | 25     | 8      | 5      | 74     | 34     | +40 |
| FA Cup           | -     | 3       | 2       | 0       | 1       | 10      | 3       | -            | -            | -            | -            | -            | -            | -               | -               | -               | -               | -               | -               | 3      | 2      | 0      | 1      | 10     | 3      | +7  |
| League Cup       | -     | 3       | 2       | 1       | 0       | 4       | 1       | 2            | 2            | 0            | 0            | 5            | 1            | 1               | 0               | 0               | 1               | 0               | 2               | 6      | 4      | 1      | 1      | 9      | 4      | +5  |
| Champions League | -     | 8       | 7       | 1       | 0       | 25      | 7       | 8            | 4            | 0            | 4            | 12           | 13           | -               | -               | -               | -               | -               | -               | 16     | 11     | 1      | 4      | 37     | 20     | +17 |
| Totale           | -     | 33      | 27      | 4       | 2       | 81      | 23      | 29           | 15           | 6            | 8            | 49           | 36           | 1               | 0               | 0               | 1               | 0               | 2               | 63     | 42     | 10     | 11     | 130    | 61     | +69 |

### Andamento in campionato
| Giornata  | 1 | 2 | 3 | 4 | 5 | 6  | 7 | 8 | 9 | 10 | 11 | 12 | 13 | 14 | 15 | 16 | 17 | 18 | 19 | 20 | 21 | 22 | 23 | 24 | 25 | 26 | 27 | 28 | 29 | 30 | 31 | 32 | 33 | 34 | 35 | 36 | 37 | 38 |
| --------- | - | - | - | - | - | -- | - | - | - | -- | -- | -- | -- | -- | -- | -- | -- | -- | -- | -- | -- | -- | -- | -- | -- | -- | -- | -- | -- | -- | -- | -- | -- | -- | -- | -- | -- | -- |
| Luogo     | C | T | C | T | C | T  | C | T | C | T  | C  | C  | T  | T  | C  | T  | C  | C  | T  | T  | C  | C  | T  | C  | T  | T  | C  | T  | C  | T  | C  | C  | T  | C  | T  | T  | C  | T  |
| Risultato | V | N | V | N | P | P  | V | V | V | N  | N  | V  | P  | N  | V  | V  | V  | V  | P  | P  | V  | V  | V  | V  | V  | V  | N  | N  | V  | V  | V  | V  | V  | V  | N  | V  | V  | V  |
| Posizione | 7 | 8 | 4 | 4 | 7 | 10 | 8 | 4 | 4 | 4  | 4  | 3  | 5  | 6  | 5  | 4  | 3  | 2  | 3  | 3  | 3  | 2  | 2  | 2  | 2  | 2  | 2  | 2  | 2  | 2  | 2  | 2  | 1  | 1  | 1  | 1  | 1  | 1  |

Legenda:

Luogo: C = Casa; T = Trasferta. Risultato: V = Vittoria; N = Pareggio; P = Sconfitta.